# Kiel Hauptbahnhof
Kiel Hauptbahnhof vasútállomás Németországban, Kiel tartományban. A német vasútállomás-kategóriák közül a második csoportba tartozik.

## Vasútvonalak
Az állomást az alábbi vasútvonalak érintik:
- Kiel–Flensburg-vasútvonal
- Kiel–Lübeck-vasútvonal
- Husum–Kiel-vasútvonal
- Hamburg-Altona–Kiel-vasútvonal
- Kiel–Schönberger Strand railway line

## Forgalom

### Regionális
(2015)
| Járat | Útvonal | Menetrendi szám |
| ----- | --- | --------------- |
| RE 70 | Kiel Hauptbahnhof – Bordesholm – Neumünster – Brokstedt – Wrist – Elmshorn – Hamburg Dammtor – Hamburg Hauptbahnhof | 103             |
| RE 72 | Kiel Hauptbahnhof – Suchsdorf – Gettorf – Eckernförde – Rieseby – Süderbrarup – Sörup – Husby – Flensburg | 146             |
| RB 73 | Kiel Hauptbahnhof – Kiel-Hassee CITTI-PARK – Kronshagen – Suchsdorf – Gettorf – Eckernförde | 146             |
| RE 74 | Kiel Hauptbahnhof – Felde – Rendsburg – Owschlag – Schleswig – Jübek – Husum | 134             |
| RB 75 | Kiel Hauptbahnhof – Kiel-Hassee CITTI-PARK – Kiel-Russee – Melsdorf – Achterwehr – Felde – Bredenbek – Schülldorf – Rendsburg (2015. január 5. óta)                                                                                    | 134             |
| RB 76 | Kiel Hauptbahnhof – Kiel-Schulen am Langsee | 133             |
| RB 77 | Kiel Hauptbahnhof – Flintbek – Bordesholm – Einfeld – Neumünster | 103             |
| RE 83 | Kiel Hauptbahnhof – Raisdorf – Preetz – Plön – Bad Malente-Gremsmühlen – Eutin – Bad Schwartau – Lübeck Hauptbahnhof – Lübeck Hochschulstadtteil – Lübeck Flughafen – Ratzeburg – Mölln – Büchen – Lauenburg (Elbe) – Echem – Lüneburg | 145             |
| RB 84 | Kiel Hauptbahnhof – Kiel-Elmschenhagen – Raisdorf – Preetz – Ascheberg – Plön – Bad Malente-Gremsmühlen – Eutin – Pönitz – Pansdorf – Bad Schwartau – Lübeck Hauptbahnhof                                                              | 145             |

### Távolsági
| Járat  | Útvonal | Gyakoriság                 |
| ------ | --- | -------------------------- |
| ICE 20 | (Kiel Hbf –) Hamburg Hbf – Hannover Hbf – Kassel-Wilhelmshöhe – Frankfurt (Main) Hbf – Mannheim Hbf – Karlsruhe Hbf – Freiburg (Breisgau) Hbf – Basel SBB (– Zürich HB – Chur) | bizonyos vonatok           |
| ICE 22 | (Kiel Hbf –) Hamburg Hbf – Hannover Hbf – Kassel-Wilhelmshöhe – Frankfurt (Main) Hbf – Frankfurt (Main) Flughafen Fernbf – Mannheim Hbf – Stuttgart Hbf                        | bizonyos vonatok           |
| ICE 28 | (Kiel –) Hamburg – Berlin – Lutherstadt Wittenberg – Leipzig | bizonyos vonatok           |
| ICE 31 | Kiel Hbf – Hamburg Hbf – Osnabrück Hbf – Dortmund Hbf – Düsseldorf Hbf – Köln Hbf – Koblenz Hbf – Frankfurt (Main) Hbf – Würzburg Hbf – Nürnberg Hbf – München Hbf             | bizonyos vonatok           |
| IC 31  | (Kiel Hbf –) Hamburg Hbf – Münster (Westf) Hbf – Dortmund Hbf – Köln Hbf – Mainz Hbf – Frankfurt (Main) Hbf (– Würzburg Hbf – Nürnberg Hbf – Passau Hbf)                       | bizonyos vonatok           |
| EC     | Chur – Zürich HB – Basel SBB – Freiburg (Breisgau) Hbf – Karlsruhe Hbf – Mainz Hbf – Köln Hbf – Dortmund Hbf – Bremen Hbf – Hamburg Altona (– Kiel Hbf )                       | bizonyos vonatok (hetente) |
| EC     | (Kiel Hbf –) Hamburg Hbf – Berlin-Spandau – Berlin Hbf – Berlin Südkreuz – Dresden Hbf – Bad Schandau - Ústí nad Labem hl.n. – Praha hl.n.                                     | bizonyos vonatok           |

### Autóbuszok
| Járat | Útvonal                                                                       | Üzemeltető |
| ----- | ----------------------------------------------------------------------------- | ---------- |
| 011   | Dietrichsdorf, Pillauer Straße – Kiel Hbf – Wik, Kanal                        | KVG        |
| 022   | Klausdorf, Schule – Kiel Hbf – Suchsdorf, Rungholtplatz                       | KVG        |
| 030S  | Kiel Hbf – Strande (Schnellbus)                                               | KVG        |
| 031   | Elmschenhagen, Krooger Kamp – Kiel Hbf – Mettenhof, Narvikstraße              | KVG        |
| 032   | Elmschenhagen, Krooger Kamp – Kiel Hbf – Wik, Herthastraße / (Holtenau)       | KVG        |
| 034   | Kroog, Wellsee – Kiel Hbf – Kronshagen, Albert-Schweitzer-Straße              | KVG        |
| 041   | Tannenberg – Kiel Hbf – Wellsee, Edisonstraße (/ Schlüsbek)                   | KVG        |
| 042   | Suchsdorf, Rungholtplatz – Kiel Hbf – Meimersdorf, Am Reben                   | KVG        |
| 050   | Botanischer Garten – Kiel Hbf – Hassee, Kolonnenweg                           | KVG        |
| 051   | Reventloubrücke – Kiel Hbf – Hassee, Kolonnenweg                              | KVG        |
| 052   | KVG, Verwaltung Werftstraße – Kiel Hbf – Krummbogen                           | KVG        |
| 060S  | Botanischer Garten – Kiel Hbf – Dietrichsdorf, Schwentinestraße (Schnellbus)  | KVG        |
| 061   | Mettenhof, Aalborgring – Kiel Hbf – Suchsdorf, Rungholtplatz                  | KVG        |
| 062   | Projensdorf, Woltersweg – Kiel Hbf – Russee, Schiefe Horn                     | KVG        |
| 071   | Elmschenhagen, Tröndelweg – Kiel Hbf – Kronshagen, Schulzentrum               | KVG        |
| 072   | Wellingdorf – Kiel Hbf – Kronshagen, Schulzentrum                             | KVG        |
| 081   | Botanischer Garten – Kiel Hbf – Suchsdorf, Rungholtplatz                      | KVG        |
| 091   | Melsdorf – Kiel Hbf – Holtenau                                                | KVG        |
| 092   | Kiel Hbf – Wik, Herthastraße (Nur Sonntag)                                    | KVG        |
| 100   | Laboe, Hafen – Kiel Hbf – Mettenhof, Roskilder Weg (– Melsdorf)               | KVG        |
| 101   | Heikendorf, Am Heidberg – Kiel Hbf – Mettenhof, Roskilder Weg                 | KVG        |
| 102   | Laboe, Hafen – Kiel Hbf – ZOB (Schnellbus)                                    | VKP        |
| 200   | Schönberger Strand – Schönberg – Kiel Hbf – ZOB                               | VKP        |
| 201   | Schönberg, Ostseestraße – Kiel Hbf – ZOB (Schnellbus)                         | VKP        |
| 210   | Schönberg, Bahnhof – Kiel Hbf – ZOB                                           | VKP        |
| 300   | Raisdorf, Bahnhof – Kiel Hbf – CITTI-PARK                                     | AK         |
| 501   | Strande – Schilksee – Kiel Hbf – Schulensee – Flintbek                        | AK/KVG     |
| 502   | Strande – Kiel Hbf – Schulensee – Rammsee (– Flintbek)                        | AK/KVG     |
| 900   | Krusendorf – Kiel Hbf – Wellsee, Edisonstraße (– Rönne)                       | AK         |
| 901   | Strande – Altenholz – Kiel Hbf – Wellsee, Edisonstraße (– Rönne)              | AK/KVG     |
| 902S  | Strande(/Birkenmoor) – Altenholz – Kiel Hbf – Wellsee, Edisonstraße (– Rönne) | AK/KVG     |

## Kapcsolódó állomások
A vasútállomáshoz az alábbi állomások vannak a legközelebb:
- Bahnhof Kiel-Hassee CITTI-PARK (Eckernförde station, RB 73 (Schleswig-Holstein))
- Kiel Schulen am Langsee (Kiel-Oppendorf, RB 76 (Schleswig-Holstein))
- Kiel-Elmschenhagen (Lübeck Hauptbahnhof, RB 84 (Schleswig-Holstein))
- Bahnhof Flintbek (Hamburg Hauptbahnhof, Schleswig-Holstein-Express)
- Raisdorf (Bahnhof Lüneburg, RE 83 (Schleswig-Holstein))
- Suchsdorf station (Flensburg station, RE 72 (Schleswig-Holstein))
- Bordesholm station (Hamburg Hauptbahnhof, RE 70)
- Felde station (Husum, RE 74)
- Bahnhof Kiel-Hassee CITTI-PARK (Rendsburg station, RB 75 (Schleswig-Holstein))